# 1-й Рижский переулок
Пе́рвый Ри́жский переу́лок — улица на севере Москвы в Алексеевском районе Северо-Восточного административного округа, между Новоалексеевской улицей и железнодорожной линией Ярославского направления и вдоль неё. Назван в 1958 году по бывшему административному Рижскому району Москвы (существовал с 1958 по 1960 год). До 1925 года — Бахрушинский (по фамилии домовладельца), затем — Водокачный переулок (выходил к железнодорожной водокачке).

## Расположение
1-й Рижский переулок начинается в промышленной зоне и проходит на северо-восток вдоль железнодорожных путей Ярославского направления (перегон «Москва-3» — «Маленковская») (параллельно 2-му Лучевому просеку на стороне Сокольников). Затем на уровне 2-го Лучевого просека отворачивает от железной дороги на северо-запад, пересекает Рижский проезд, Новоалексеевскую улицу (слева) и улицу Павла Корчагина (справа) и переходит в Маломосковскую улицу.

## Здания и сооружения

### По нечётной стороне
- № 3 — журналы: «Вестник государственного социального страхования», «Социальный мир»; Сберегательный банк РФ (АКСБ РФ), Мещанское отд. № 7811/0420.

### По чётной стороне
- № 2, стр. 1, 2, 5, 6, 9, 10,  памятник архитектуры (региональный) — здания Сиротского приюта имени братьев Петра, Александра и Василия Бахрушиных: административный корпус, ремесленное училище и 4 жилых корпуса (домики для проживания воспитанников). Училищный корпус (1910, архитектор Н. Н. Благовещенский) ныне занимает издательский дом Мир; 15 июня 2012 года в здании произошёл пожар[1], в результате которого сгорела и обрушилась северо-западная часть здания.
- № 2, стр. 7 — Храм Троицы Живоначальной при приюте Бахрушиных.
- № 4 — «Кинотехпрокат».
- № 6, стр. 1 — производственная служба высоковольтных сетей «Светосервис».
- № 6 — «Инженерком».